# Musca saniosa
Musca saniosa är en tvåvingeart som först beskrevs av Westring 1814.  Musca saniosa ingår i släktet Musca och familjen hoppflugor.
Artens utbredningsområde är Sverige. Inga underarter finns listade i Catalogue of Life.